# الکسی مامیکین
الکسی مامیکین (روسی: Алексей Иванович Мамыкин؛ ۲۹ فوریهٔ ۱۹۳۶ – ۲۰ سپتامبر ۲۰۱۱) بازیکن و مربی فوتبال اهل اتحاد جماهیر شوروی سوسیالیستی بود.
از باشگاه‌هایی که در آن بازی کرده‌است می‌توان به باشگاه فوتبال زسکا مسکو، باشگاه فوتبال زسکا روستوف-نا-دونو، و باشگاه فوتبال دینامو مسکو اشاره کرد.
وی همچنین در تیم ملی فوتبال شوروی بازی کرده‌است.